# Organització Jueva de Combat
L'Organització de Combat Jueva (en polonès: Żydowska Organizacja Bojowa, ŻOB; en hebreu: הארגון היהודי הלוחם) va ser un dels principals moviments de la resistència jueva en el Gueto de Varsòvia durant la Segona Guerra Mundial, que va ser fonamental per a dirigir la revolta del gueto. L'altra organització de lluita jueva dins del gueto eren els combatents de la Żydowski Związek Wojskowy (ŻZW). L'organització va participar en altres activitats de la resistència, incloent l'Aixecament de Varsòvia.

## Grups juvenils jueus
Les llavors del ŻOB van ser plantades el 22 de juliol de 1942, quan els nazis van publicar un decret pel que fa als jueus del gueto de Varsòvia: Totes les persones jueves que viuen a Varsòvia, independentment de l'edat i el sexe, serien reallotjades (repoblades) cap a l'Est. Així van començar les deportacions massives dels jueus, que van durar fins al 12 de setembre de 1942. En total es van deportar a uns 300.000 jueus, molts d'ells van ser enviats al camp d'extermini de Treblinka. Les deportacions i el seu posterior genocidi van fer disminuir a la comunitat jueva de Varsòvia (que originalment estava conformada per 500.000 individus i era una de les més pròsperes de Polònia) a 55.000-60.000 habitants.
Els grups juvenils hebreus, que eren el principal instrument en la formació del ŻOB, havien anticipat les intencions alemanyes del Tercer Reich d'aniquilar als jueus del Gueto de Varsòvia i van començar a canviar la seva posició d'un focus educatiu i cultural, a l'autodefensa i a la lluita armada eventual.
La generació dels ancians va creure ingènuament el que deien els informes alemanys (els eufemismes dels quals ocultaven la intenció de l'extermini), en canvi els grups de la joventut van prendre aquests informes seriosament i no tenien cap il·lusió sobre les intencions veritables dels nazis. Un document, publicat tres mesos abans del començament de les deportacions, per l'agrupació Hashomer Hatzair va declarar: Sabem que el sistema de Hitler de l'assassinat, la matança i el robatori condueix constantment a un atzucac i a la destrucció total dels jueus.
A causa de la seva capacitat de veure la situació objectivament, un nombre important dels grups de joventut sionista d'esquerra com Ha-Xomer ha-Tsaïr van proposar la creació d'una organització de defensa pròpia en una reunió a Varsòvia amb líders jueus al març de 1942. L'oferta va ser rebutjada en principi pel Bund (moviment jueu comunista antisionista) que va creure que una organització de lluita fallaria sense l'ajuda dels grups polonesos de la resistència que rebutjaven proporcionar qualsevol ajuda a tal organització. Els altres dirigents del Judenrat (consell de dirigents jueus) van rebutjar la noció de resistència armada argumentant que no hi havia cap prova d'una amenaça de deportació. A més ells van indicar que qualsevol resistència armada provocaria els alemanys a prendre represàlies col·lectives contra la comunitat jueva.

## Formació
Les diverses faccions polítiques es van reunir secretament el 23 de juliol de 1942, però no van poder aconseguir un consens. El 28 de juliol de 1942, representants de les organitzacions sionistes: Hashomer Hatzair, Habonim Dror i Bnei Akiva es van reunir per separat dels partits polítics i van establir el ŻOB. Isaac Cukierman, un dels líders del ŻOB, va descriure les condicions que envoltaven la creació d'aquesta organització: "en aquesta reunió els grups de la joventut van decidir establir l'organització de lluita jueva. Amb prou feines nosaltres mateixos sense els partits polítics ni el suport del Judenraat."
Els representants del ŻOB van ser enviats al costat polonès de Varsòvia, en un esforç de procurar els llaços i d'establir connexions amb els grups polonesos de la resistència antifeixista com l'Armia Krajowa (AK), que va poder ajudar en la lluita armada jueva. Amb poques excepcions, el ŻOB de moment no podia estar segur de poder aconseguir qualsevol arma de foc i els grups de polonesos no volien perdre els seus recursos que tenien donant-los als jueus del guetto. El General Rowecki, comandant de l'Armia Krajowa, va divulgar el següent comunicat: "Els jueus de totes les classes de grups… estan demanant ajuda a nosaltres com si els nostres dipòsits estiguessin plens".
La qüestió de l'ajuda de l'Armia Krajowa al ŻOB no va anar a més, pel fet que el ŻOB era un grup d'esquerra, i favorable amb la Unió Soviètica. L'Armia Krajowa va creure que la Unió Soviètica i els grups comunistes eren els seus obstacles i els enemics següents de la independència polonesa després dels Nazis, així que l'orientació esquerrana dels grups constitutius del ŻOB van perjudicar certament la seva causa des del punt de vista de la gent de l'Armia Krajowa.
El ŻOB va començar a publicar la propaganda que deia que els jueus prenguin les armes i no es deixin aniquilar. La proclama del ŻOB va arribar quatre mesos abans de les deportacions i anava dirigida per a tots els jueus que havien d'anar cap els trens per a ser deportats per al seu trasllat als camps de concentració i extermini. La lletra es va tancar amb la resolució severa: "Ara el nostre lema ha de ser: deixeu a cadascun ser llest i morir com un home! no siguem assassinats com a ovelles a l'escorxador!"
Malgrat una manca seriosa d'armes, el ŻOB va poder ferir seriosament al cap de la policia jueva (un col·laboracionista dels nazis). Els jueus que vivien en el ghetto de Varsòvia veien en la policia jueva, que estava formada per jueus però supervisada pels alemanys, amb menyspreu i repugnància, tractant-los de traïdors i d'assassins al servei del Nazisme. El ŻOB els considerava col·laboradors i van publicar decrets proclamant que executarien a qualsevol persona que ajudés als Nazis.
Durant les deportacions, els Nazis havien tingut èxit a capturar un nombre de funcionaris importants de ŻOB, deixant a l'organització en un estat caòtic. L'estabilització va venir quan altres grups de la joventut sionista tals com Gordònia i Hanoar Hatzioni es van fusionar amb el ŻOB. L'esdeveniment més crític per tal de consolidar el ŻOB va venir quan els antisionistes del Bund, els comunistes i un nombre de partits polítics es van congregar junts sota la bandera de ŻOB amb Mordechaj Anielewicz (el cap anterior del Hashomer Hatzair) com a nou líder.
El ŻOB immediatament va intentar executar qualsevol persona que hagués col·laborat amb els Nazis durant les deportacions. Entre aquests individus estava el Dr. Alfred Nossig, home venerat en la comunitat que havia esdevingut un informador dels nazis. Encara que les execucions van ser motivades per la venjança, tenien l'efecte secundari de silenciar qualsevol individu que hagués col·laborat amb els alemanys.

## Resistència a la segona deportació
El 18 de gener de 1943, els Nazis van començar una segona onada de deportacions. Els primers jueus que els alemanys van enviar van incloure un nombre de combatents de la ŻOB que s'havien arrossegat intencionalment en la columna de deportats. Conduïts per Mordechaj Anielewicz van esperar el senyal apropiat, després van caminar en la formació i van lluitar contra els Nazis a punta de pistoles. La columna es va dispersar i les notícies de l'acció del ŻOB es va propagar ràpidament a través del gheto. Durant aquesta deportació petita, els Nazis van deportar solament a prop de 5.000 a 6.000 jueus aproximadament, que posteriorment van acabar assassinats.
Les deportacions van durar quatre dies durant els quals els alemanys van resoldre altres actes de la resistència del ŻOB. Quan van sortir del gheto el 22 de gener de 1943, els jueus restants ho van mirar com una victòria, no obstant això, Israel Gutman, un membre del ŻOB que es va convertir posteriorment en un dels autors principals de la Varsòvia jueva va escriure: "no era sabut per part de la majoria dels jueus que els alemanys s'havien proposat liquidar el ghetto sencer per mitjà de les deportacions de gener." No obstant això, Gutman conclou que les deportacions de gener van tenir una influència decisiva en el gheto.

## Deportació final i revolta
Fins a aquest moment la popularitat dels moviments juvenils en el gueto no era massa gran, ja que la gent en general confiava en els ancians dirigents del Judenrat. No obstant això, quan a principis de 1943 el líder del consell Adam Czerniaków es va suïcidar (per negar-se a lliurar una llista als nazis que contenia els milers de noms dels nens que havien de ser deportats i massacrats), els jueus de Varsòvia van perdre tota esperança, per la qual cosa inevitablement van aconseguir descobrir en les organitzacions juvenils, com el ŻOB i el ŻZW, una nova manera d'actuar enfront del genocidi: la rebel·lió armada.
La deportació final va començar abans del Péssah, el 19 d'abril de 1943. Els carrers del ghetto estaven buits; la major part dels 30.000 jueus restants s'ocultaven en amagatalls improvisats, molts no tenien electricitat ni aigua corrent, a més, dins dels amagatalls no tenien cap ruta de fugida.
Quan els soldats alemanys van marxar cap el ghetto, van rebre una feroç resistència armada dels combatents que atacaven des de les finestres obertes en els apartaments desocupats. Els defensors de la Guerra de guerrilles utilitzada en el ghetto tenien l'avantatge estratègic, no només de la sorpresa, sinó també de poder mirar cap baix als seus enemics. Aquest avantatge va ser perdut quan els alemanys van començar sistemàticament a cremar tots els edificis del ghetto, la qual cosa forçava als combatents a sortir de les seves posicions i buscar refugi en els búnquers subterranis. Els focs de la superficie van consumir el poc oxigen disponible sota terra, convertint els búnquers en paranys de la mort que sufocaven als que eren a dins. Una a una les posicions de la resistència van anar caient sense que els jueus deixessin de combatre fins a l'últim moment. Mordechai Anielewicz, l'últim combatent, va pensar per un moment en escapar, però va decidir quedar-se amb els seus companys fins a morir en el búnker número 18. Els nazis van trigar dues setmanes a esclafar la revolta, gairebé el mateix temps que van tardar en ocupar tota Polònia en l'any 1939.
El 16 de maig de 1943, el general nazi Jürgen Stroop, que havia estat a càrrec de la deportació final, va declarar oficialment el que ell va anomenar Grossaktion (el final de la rebel·lió jueva). Per tal de celebrar-ho va fer enderrocar la gran sinagoga de Varsòvia. El ghetto va ser destruït i la revolta va ser suprimida.

## Epíleg
Fins i tot després de la destrucció del ghetto, una petita quantitat dejueus podien encara ser trobats en els búnquers subterranis, en tots dos costats de la paret del ghetto. De fet, durant els mesos posteriors, uns 20.000 jueus van fugir al costat polonès. Algunsjueus que van escapar a la destrucció final del ghetto, incloent els membres i els líders Kazik Ratajzer, Zivia Lubetkin, Issac Cukierman i Marek Edelman del grup de la joventut sionista socialista, van participar en la revolta de Varsòvia de 1944 contra els nazis.
Mentre que molts membres i líders dels grups de la joventut sionista van morir en el ghetto de Varsòvia, els moviments de la joventut que ells mateixos van iniciar segueixen sent vius i pròspers a tot el món. Es poden encara trobar els grups Hashomer Hatzair i Habonim Dror de la joventut esquerrana sionista a països com l'Argentina, Austràlia, Xile, Israel, Itàlia, Mèxic, Sud-àfrica, el Regne Unit i els Estats Units, recordant sempre la valentia d'aquells rebels. El grup juvenil de dretes Betar (que havia participat en la rebel·lió del gueto amb la ŻZW) gaudeix també d'una gran popularitat entre el poble jueu, especialment a Europa occidental i els Estats Units, mentre que Bnei Akiva és un moviment juvenil sionista religiós i està present a molts països.

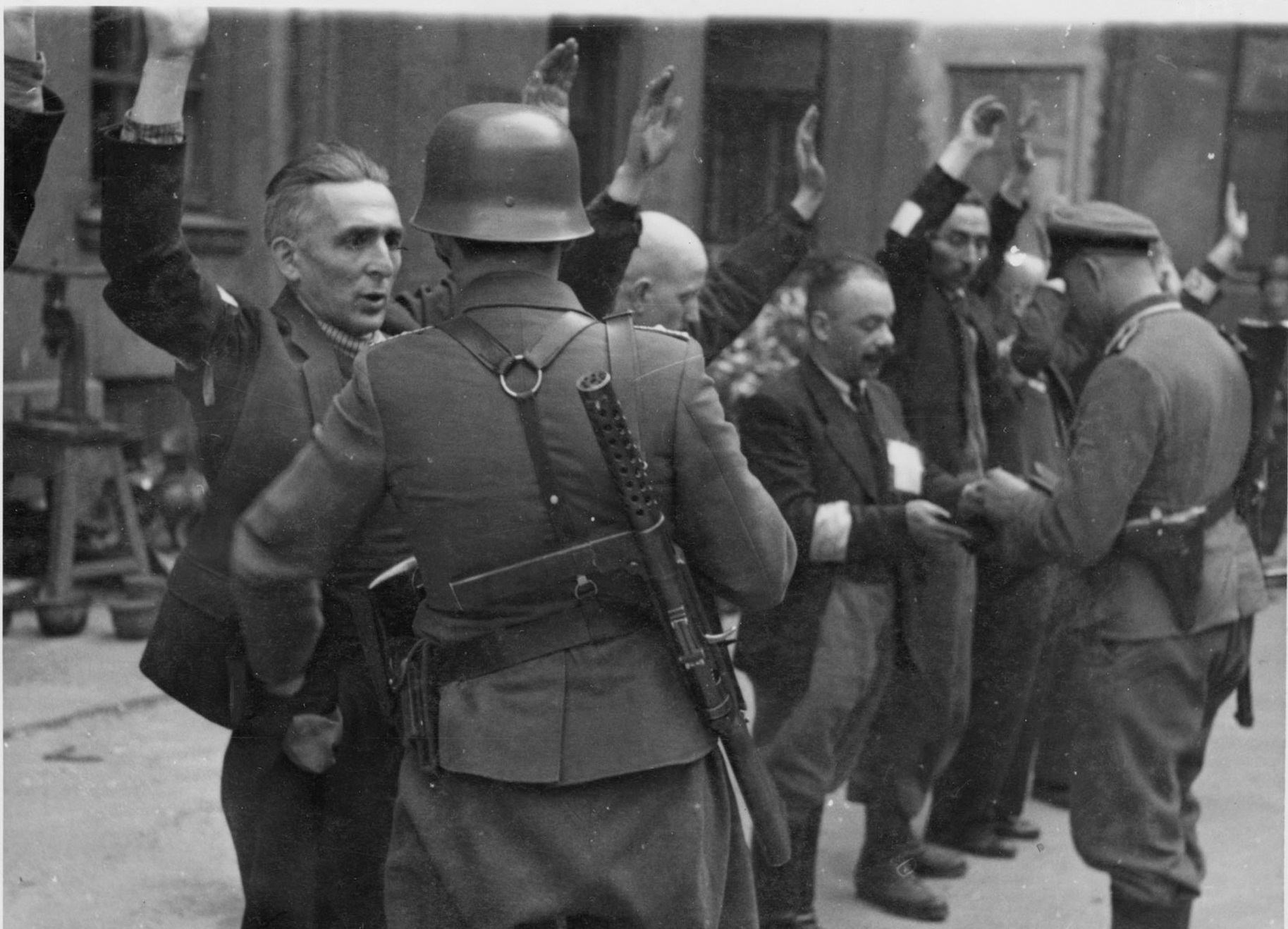
Sospitosos son arrestats durant la revolta del Gueto de Varsòvia.
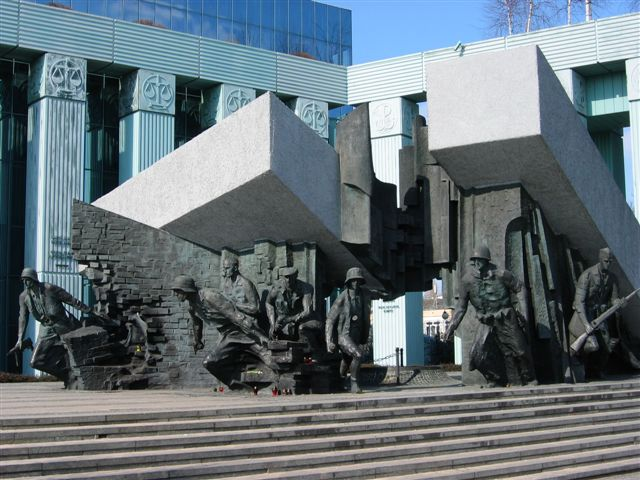
Monument als herois de l'Aixecament de Varsòvia.
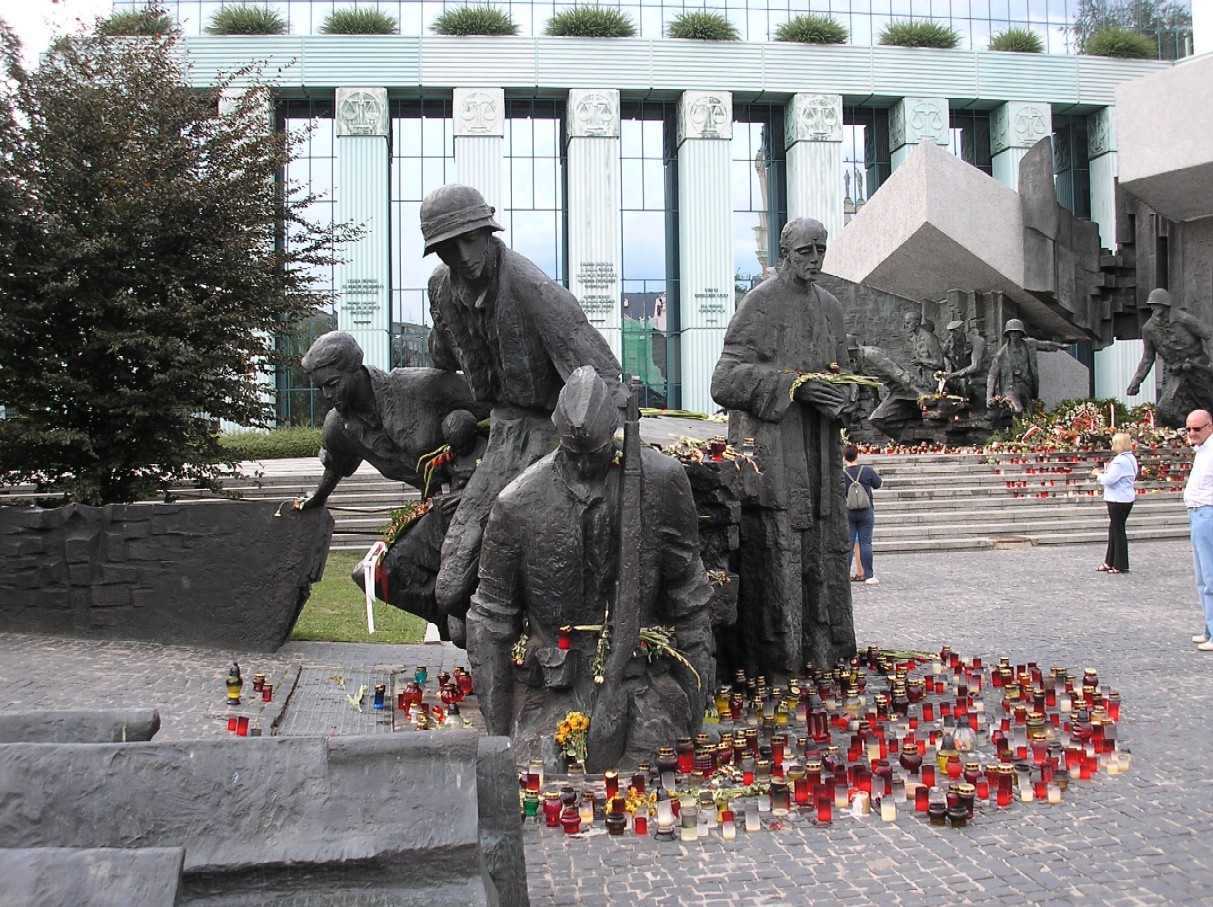
Monument als herois de l'Aixecament de Varsòvia.
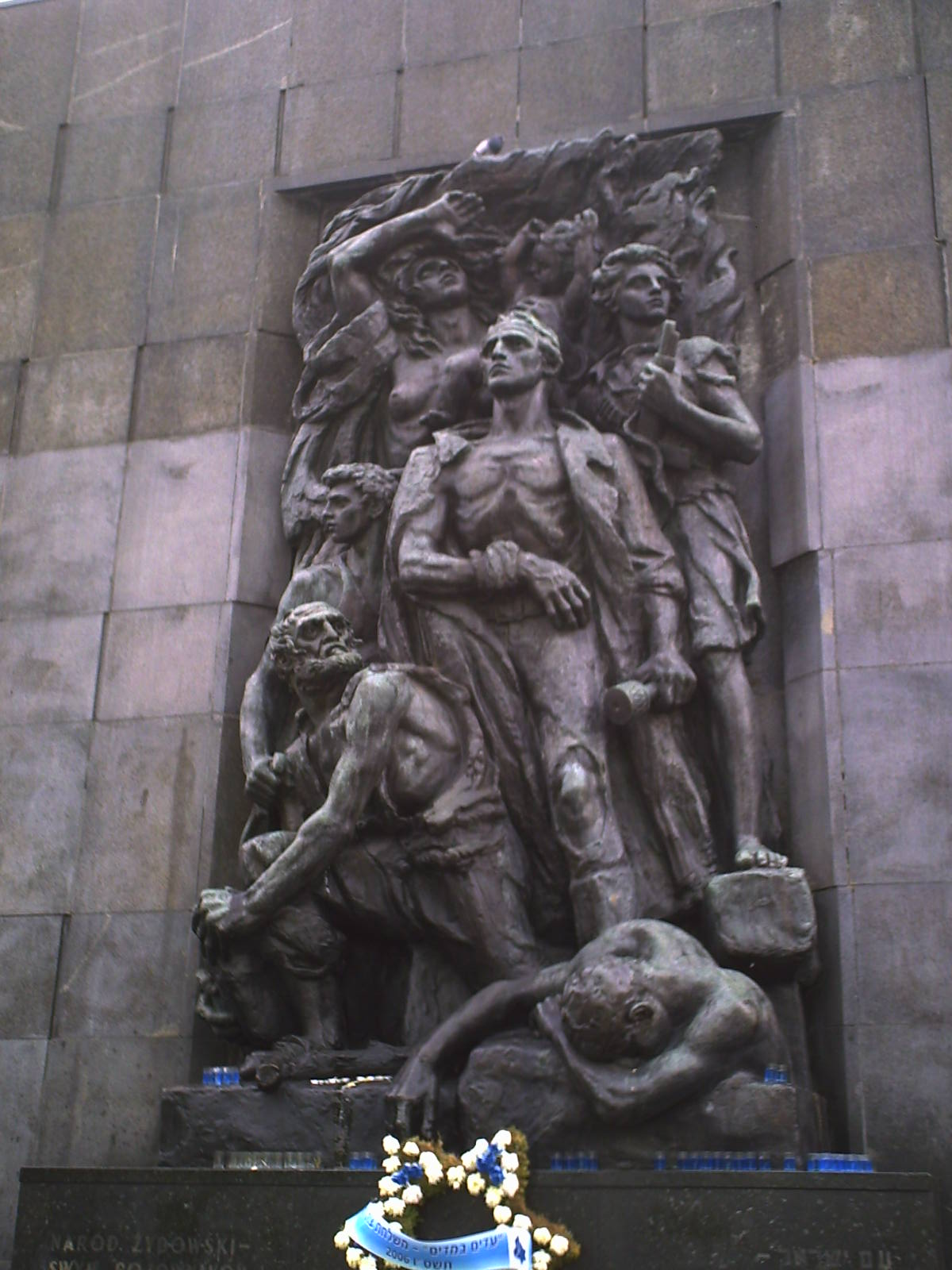
Monument a la revolta del Gueto de Varsòvia.